# Paleozoologia
|  | No s'ha de confondre amb Arqueozoologia. |

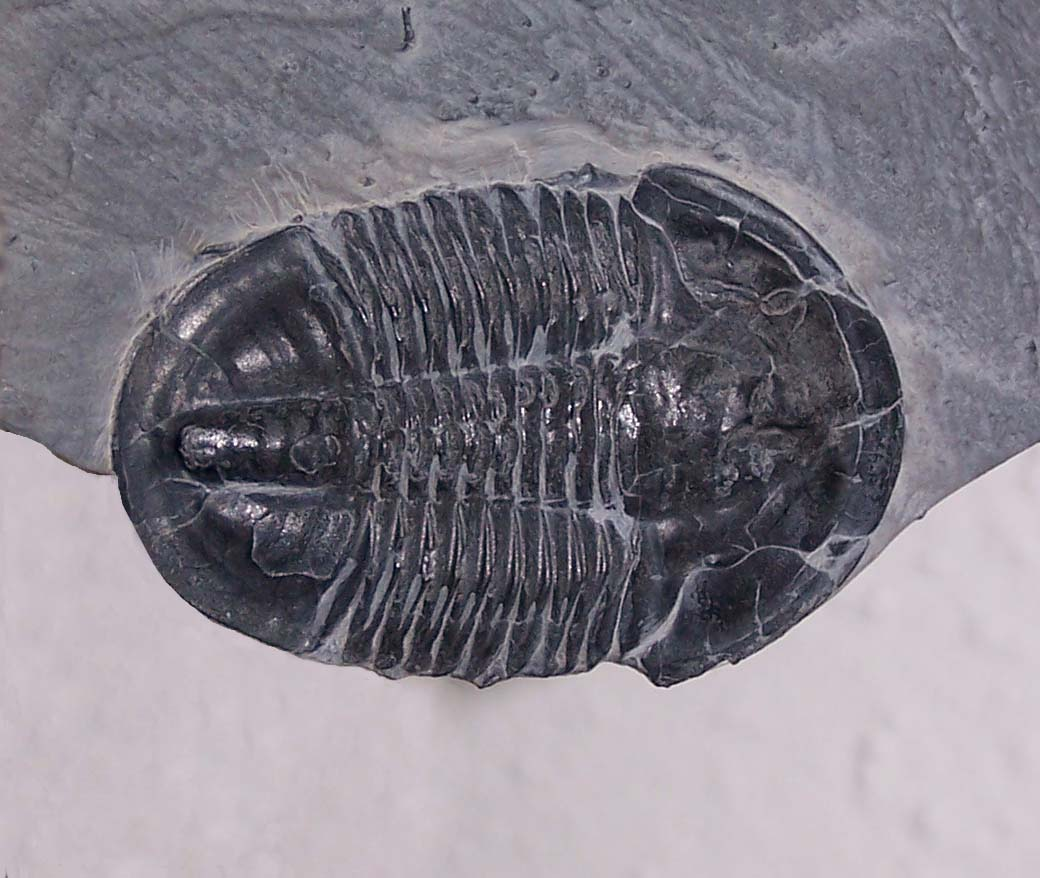
Restes clarament fossilitzades d'un trilobit.

Paleozoologia, o palaeozoologia (del grec: παλαιον, paleon = vell i ζωον, zoon = animal), és l'especialització de la paleontologia o paleobiologia que tracta de la recuperació i identificació de les restes d'animals pluricel·lulars en un context geològic o arqueològic, i de l'ús d'aquests fòssils en la reconstrucció de medis ambients prehistòrics.
Les restes objecte de la paleozoologia es troben des del període Ediacarià de l'era Neoproterozoica, però no són comunes fins a partir de finals del període Devonià en la segona meitat de l'era Paleozoica.
Els dinosaures són el grup de macrofòssils més conegut i populars. També són molt coneguts els trilobits, crustacis, equinoderms braquiòpodes, mol·luscs, taurons, i nombrosos invertebrats. Això és perquè les parts dures com els ossos, dents i conquilles resisteixen la descomposició i esdevenen fòssils i, al contrari, els organismes amb cossos tous rarament es fossilitzen.